# Agência Canadense de Desenvolvimento Internacional

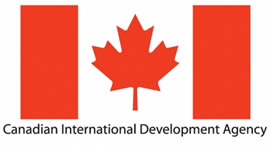

Agência Canadense de Desenvolvimento Internacional (CIDA) é uma organização criada para administrar programas de ajuda externa nos países em desenvolvimento, e operada em parceria com outras organizações canadenses nos setores público e privado, bem como outras organizações internacionais.
Foi formada em 1968 pelo governo canadense em Pierre Trudeau.

## Reestruturaçāo
Em março de 2013, as atividades da CIDA forma absorvidas para o DFATD do Canadá (Department of Foreign Affairs, Trade and Development, em inglês) por determinação do governo de Stephen Harper.
A mudança foi criticada afirmando-se que foi feita para haver um alinhamento de interesses comerciais do Canadá, da política externa e da agenda de desenvolvimento internacional, deixando de considerar a ideia de ajuda aos países necessitados.

O Conselho Canadense de Cooperação Internacional se pronunciou mostrando os fatos de que os países que permanecerão na lista a receber cooperação do Canada são todos parceiros comerciais para o Canadá, caso da Colômbia, Indonésia e Vietnã, por exemplo.
As atividades de antiga CIDA e do novo órgão, são semelhantes as da USAID americana.